# Gower (Missouri)
Pour les articles homonymes, voir Gower.
Gower est une ville américaine de l'État du Missouri. La ville s'étend sur les comtés de Clinton et Buchanan. Selon le recensement de 2010, sa population est de 1 526 habitants.
La ville est nommée en l'honneur de A.G. Gower, dirigeant local d'une compagnie de chemin de fer.